# 髭黒の北の方
髭黒の北の方（ひげくろのきたのかた）とは、源氏物語に登場する架空の人物。髭黒の元の北の方（ひげくろのもとのきたのかた）あるいは髭黒のはじめの北の方（ひげくろのはじめのきたのかた）などとも呼ばれる。

## 概要
兵部卿宮（のち式部卿宮）の長女（母は式部卿宮の正妻である「式部卿宮の北の方」）であり、髭黒の最初の正妻であり、髭黒より3・4歳年長。紫上は異母妹に当たる。髭黒との間に娘一人（真木柱）と息子二人をもうける。しかし夫髭黒との夫婦仲は余り良くなく、しばしば癇癪を起こしており「物の怪に取り憑かれている」とされる。髭黒が玉鬘を妻にすると二人の仲は決定的に壊れてしまい娘の真木柱を連れて実家に帰ってしまう。後に息子たちは迎えに来た髭黒に引き取られるが、真木柱はそのまま彼女の手元に残った。

## 登場する巻
髭黒の北の方は、直接には以下の巻で登場し、本文中ではそれぞれ以下のように表記されている
- 第30帖 藤袴 北の方、式部卿の宮の御大い君
- 第31帖 真木柱 北の方、女君、母君、元の北の方
- 第35帖 若菜下 母君、はじめの北の方

## 各巻での活動
髭黒の年上の正妻として登場する。（第30帖 藤袴）
母「式部卿宮の北の方」は娘が幸せでないのを心配している。（第10帖 賢木）
夫との仲はあまり良くない。（第24帖 胡蝶）
夫が玉鬘に熱中するのを嘆く。ここ数年来物の怪に取り付かれている。夫が玉鬘と結ばれたのを切っ掛けに癇癪を起こし、雪の日に玉鬘のもとに出かけようとする夫に火取の灰を浴びせかける。加持をしても直ることなく夫婦仲が決定的に破局してしまい、父宮が引き取る形で娘の真木柱を連れて実家に帰る。（第31帖 真木柱）
夫との仲はほぼ完全に切れている。普段は心を病んだままだが正気の時には娘真木柱が夫蛍兵部卿宮との仲がよくないのを心配している。（第35帖 若菜下）